# التدفق البيئي

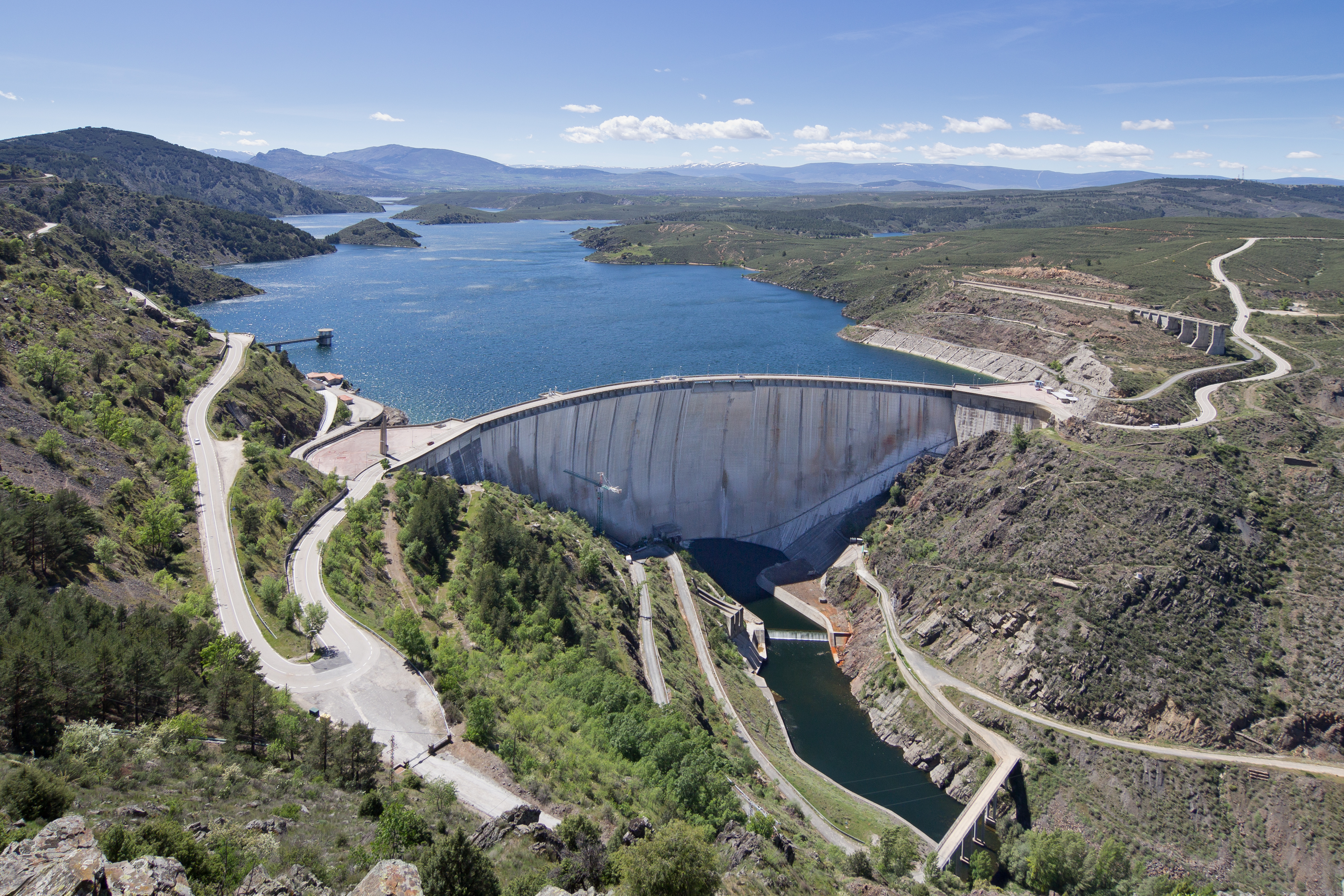

يرمز التدفق البيئي إلى كمية الماء اللازم توافرها في مجرى مائي للحفاظ على نظام بيئي سليم. كما تعتمد الزراعة والصناعة والطاقة المائية والمستخدمون المحليون على مصادر المياه، كذلك تفعل الطبيعة أيضا. بالرغم من أن استخدام الطبيعة للماء ليس استهلاكيا ولكن الأنظمة البيئية المائية تتطلب وجود الماء لدعم الأسماك والنباتات والكائنات الحية الأخرى التي تعيش داخل هذه الأنظمة. تتعلق إدارة المصادر المائية بشكل فعال بإيجاد التوازن بين المياه التي يوفرها تساقط الأمطار والمياه الجوفية للبحيرات والأنهار مع هذه الحاجات المتنافسة. تم تغيير تدفق أنهار العالم باضطراد وذلك بسبب محاولة السلطات تلبية الحاجات المتفاوتة إلى المياه عن طريق بناء السدود والحواجز المائية التي تمتص كميات ضخمة من الماء اللازم للزراعة ولإعاشة المدن وبناء هياكل تتحكم بالفيضانات؛ ويتم تقسيم أكثر من ستين بالمئة من أنهار العالم من خلال مثل هذه التعديلات الهيدورجينية.
يتسبب فشل المسئولين في تخصيص بعض المياه للتدفق البيئي في موت الأسماك والنباتات وموت الجسم المائي كنتيجة لذلك. يعتبر نهر سيحون في آسيا الوسطى أفضل مثال على الحالة التي فاقت فيها متطلبات البشر المخزون المائي إلى الحد الذي تسبب في انهيار النظام البيئي. يتسبب الري في سحب كميات الكثير من المياه من الأنهار أثناء جريانها خلال مناطق زراعة القطن في كازخستان بحيث لا يستكمل النهر جريانه في طريقه إلى بحر الأورال كما كان شأنه دائما، ونتج عن ذلك أن تقلص هذا البحر إلى عشر حجمه الأصلي مما دمر هذا المورد الذي كان يوما مصدرا مزدهرا للزراعة السمكية. تم تنظيم العديد من الأنهار بشكل صارم جدا في أماكن أخرى ما تسبب في إبقاء نسبة قليلة جدا من التغيرات الطبيعية وتعتبر أنهار الفولجا الروسي وحوض نهر كولورادو في أمريكا والنهر الأصفر في الصين أمثلة على الممرات المائية التي تعرضت لتغييرات كبيرة.
حفزت الأضرار البيئية التي حدثت لبعض أنهار العالم الرئيسية العلماء على التماس طرق لدمج الحاجة إلى المياه التي تأتي من الطبيعة في خطط إدارة الأنهار. في دراسة عالمية أجريت بواسطة متخصصين في علم المياه لقياس مدى ملاحظة التدفق البيئي، أقر 88% من المشاركين الذين بلغ عددهم 272 شخصا أن هذا المبدأ كان عاملا مهما في الجهود التي بذلت للوصول إلى إدارة مستدامة لمصادر المياه. للتأكد من حقيقة أن النهر يمتلك الكمية الكافية من الماء التي تخصص للعمليات الطبيعية، يجب أن يكون بمقدورك أولا حساب أقل تدفق بيئي يضمن بقاء الجسم المائي سليما. ويعتبر هذا الإجراء عملية معقدة بعكس أنواع الحاجات الأخرى حيث يمكنك أن تقيس كمية المياه اللازمة لزراعة منطقة معينة من الذرة أو استنتاج كمية الماء اللازمة لتوليد مقدار معين من الطاقة ويستلزم حساب التدفق البيئي محاكاة النظام البيئي في الطبيعة، ومن الواجب توافر تدفقات مرتفعة في بعض أوقات السنة ومنخفضة في أوقات أخرى.

## حساب التدفق البيئي
قام العلماء الذين يعملون على ابتكار منهجيات لحساب التدفق البيئي المختلف للأنهار بفعالية بتطوير حاسبة التدفق البيئي العالمي وهي حزمة برمجيات تمكّن المسئولين من إجراء تقييمات سريعة للتدفق البيئي تعتمد على التطبيقات المستخدمة على سطح المكتب في الحواسيب. تضع الحزمة الأنهار ضمن ستة أصناف من الإدارة البيئية تتراوح بين «غير المعدلة» وبين التي تعرضت «لتعديل خطر». كلما تقدم ترتيب النهر في هذه القائمة؛ كلما ازدادت الحاجة إلى الحفاظ على الوظائف البيئية أو تجديدها على طول الخط. اكتشف العلماء أثناء إجرائهم مشروعا لتقييم أقل متطلب وأعلى متطلب من التدفق الخاص بالأنهار على نطاق واسع حول العالم أن هذا القدر الأقل اللازم للحفاظ على الأنظمة البيئية في حالة «مقبولة» أو «معدلة بشكل معتدل» يتراوح بين 20-50 بالمئة من متوسط التدفق الإجمالي للأنهار في كل سنة.
وفقا للشبكة العالمية للتدفق البيئي فإنه في أواسط سنوات الألفية الأولى، قامت بضعة بلدان مثل أستراليا وجنوب أفريقيا والمملكة المتحدة بدمج هذا المبدأ في مجال إدارة المياه. في عام 2007، تم إقرار إعلان بريسبين للتدفق البيئي من قبل أكثر من 800 مندوب من 57 بلدا وأشهر الإعلان تعهدا رسميا بالعمل معا لحماية وتجديد أنهار وبحيرات العالم.

## وصلات خارجية
- Environmental Flow Prescriptions — The Nature Conservancy
- Environmental Flows from Sydney region dams — (The Sydney Catchment Authority website).